# HD 195019
HD 195019 (HIP 100970 / SAO 106138 / GC 28482) es una estrella binaria en la constelación del Delfín de magnitud aparente +6,91. Al ser tan tenue no denominación de Bayer ni número de Flamsteed. En 1998 se descubrió un planeta extrasolar alrededor de la estrella principal de este sistema.
HD 195019 A es una estrella amarilla enana o subgigante de tipo espectral G3IV-V con una temperatura efectiva de 5780 K.
Su luminosidad es doble que la del Sol y su radio un 40% más grande que el radio solar.
Gira sobre sí misma con una velocidad de rotación de al menos 2,0 km/s.
Su alta luminosidad en relación con su masa —apenas un 6% mayor que la del Sol— sugiere que es una estrella antigua que puede haber finalizado la fusión nuclear del hidrógeno y haber empezado a transformarse en una verdadera subgigante. Su abundancia relativa de hierro es un 20% mayor que la solar.
HD 195019 B, de magnitud +10,6 y separada 3,5 segundos de arco —en 1998— de la componente A, es una enana naranja de tipo espectral K3. La distancia mínima entre ambas estrellas es de 150 UA, siendo su período orbital de al menos 1500 años.
El sistema se mueve a una velocidad relativa de 112 km/s en relación con el Sol, cifra unas 7 veces más alta que la media, sugiriendo que es una estrella procedente de una parte diferente de 
la Vía Láctea.

## Sistema planetario
Orbitando alrededor de HD 195019 A se ha descubierto un gigante gaseoso (HD 195019 Ab) con una masa mínima de 3,7 veces la masa de Júpiter. Situado muy cerca de la estrella —a 0,14 UA, una tercera parte de la distancia entre Mercurio y el Sol— completa una órbita casi circular cada 18 días, por lo que se trata de un planeta del tipo «Júpiter caliente».
| Acompañante (En orden desde la estrella) | Masa (MJ) | Período orbital (días) | Semieje mayor (UA) | Excentricidad  |
| ---------------------------------------- | --------- | ---------------------- | ------------------ | -------------- |
| HD 195019 Ab                             | > 3,7     | 18,20163 ± 0,0004      | 0,1388 ± 0,008     | 0,014 ± 0,0044 |